# 卡奇山
卡奇山（西班牙語：Nevado de Cachi），是阿根廷的山峰，位於該國西北部薩爾塔省，處於卡奇以西，屬於安第斯山脈的一部分，海拔高度6,380米，人類在1950年首次登頂。
24°56′00″S 66°23′00″W / 24.9333°S 66.3833°W